# Philatis serva
Philatis serva är en insektsart som beskrevs av Van Duzee 1933. Philatis serva ingår i släktet Philatis och familjen Acanaloniidae. Inga underarter finns listade i Catalogue of Life.